# Eudentalium
Eudentalium is een geslacht van weekdieren uit de klasse van de Scaphopoda (tandschelpen).

## Soort
- Eudentalium quadricostatum (Brazier, 1877)